# America Football Club
America Football Club, zkráceně America, je brazilský fotbalový klub z města Rio de Janeiro.
Klub byl založen roku 1904. 7× se stal mistrem státu Rio de Janeiro. Klubovými barvami jsou červená a bílá.

## Historie
Klub byl založen 18. září 1904. Roku 1905 spoluzakládal fotbalovou federaci Rio de Janeira. V letech 1913, 1916, 1922, 1928, 1931, 1935 a 1960 tým vyhrál ligu státu Rio de Janeiro. V roce 1982 vyhrál celonárodní soutěž Torneio dos Campeões.

## Úspěchy
- Torneio dos Campeões: 1

1982
- Mistr státu Rio de Janeiro: 7

1913, 1916, 1922, 1928, 1931, 1935, 1960

## Kluby pojmenované po Americe
America je brazilský klub s největším počtem dalších klubů pojmenovaných po něm, které kopírují i jeho symboly. Některé z jeho klonů zahrnují: América Futebol Clube z Natalu, América Futebol Clube ze São José do Rio Preto, América Futebol Clube z Três Rios, América Futebol Clube z Manausu, América Futebol Clube z Teófilo Otoni a América Football Club z Fortalezy.